# Уман (муниципалитет)
Ума́н (исп. Umán) — муниципалитет в Мексике, штат Юкатан, с административным центром в одноимённом городе. Численность населения, по данным переписи 2010 года, составила 50 993 человека.

## Общие сведения
Название Umán c майяйского языка можно перевести как: твоя дорога.
Площадь муниципалитета равна 350 км², что составляет 0,88 % от площади штата, а наивысшая точка — 10 метров над уровнем моря, расположена в поселении Тисимуль.
Он граничит с другими муниципалитетами Юкатана: на севере с Уку, на востоке с Меридой, на юге с Абалой и Чочолой, на западе с Самахилем.

## Учреждение и состав
Муниципалитет был образован в 1837 году, в его состав входит 62 населённых пункта, самые крупные из которых:
| Код INEGI                  | Населённый пункт                                                        | Численность населения (2005 год) | Численность населения (2010 год) |
| -------------------------- | ----------------------------------------------------------------------- | -------------------------------- | -------------------------------- |
| 101                        | Всего                                                                   | 53268                            | 50993                            |
| 0001                       | Уман (исп. Umán) 20°53′ с. ш. 89°45′ з. д. (административный центр)     | 29135                            | 39611                            |
| 0133                       | Мерида (исп. Mérida) 20°55′14″ с. ш. 89°40′47″ з. д.                    | 8865                             | объединено с Уманом              |
| 0008                       | Ицинкаб (исп. Itzincab) 20°54′47″ с. ш. 89°41′30″ з. д.                 | 4744                             | объединено с Уманом              |
| 0002                       | Болон (исп. Bolón) 20°51′00″ с. ш. 89°49′50″ з. д.                      | 1271                             | 1392                             |
| 0005                       | Цибикак (исп. Dzibikak) 20°54′09″ с. ш. 89°47′39″ з. д.                 | 1238                             | 1388                             |
| 0009                       | Ошкум (исп. Oxcum) 20°56′37″ с. ш. 89°45′47″ з. д.                      | 1049                             | 1175                             |
| 0019                       | Яшкопойль (исп. Yaxcopoil) 20°44′43″ с. ш. 89°43′20″ з. д.              | 1102                             | 1149                             |
| 0016                       | Тисимуль (исп. Ticimul) 20°52′49″ с. ш. 89°40′58″ з. д.                 | 783                              | 929                              |
| 0012                       | Сан-Антонио-Чум (исп. San Antonio Chum) 20°52′36″ с. ш. 89°51′33″ з. д. | 866                              | 904                              |
| 0011                       | Пошила (исп. Poxilá) 20°49′04″ с. ш. 89°48′11″ з. д.                    | 801                              | 878                              |
| 0010                       | Ошхолон (исп. Oxholón) 20°52′31″ с. ш. 89°48′28″ з. д.                  | 797                              | 822                              |
| —                          | Прочие                                                                  | 2617                             | 2745                             |
| Названия на карте Генштаба |                                                                         |                                  |                                  |

## Экономика
По статистическим данным 2000 года, работоспособное население занято по секторам экономики в следующих пропорциях:
- торговля, сферы услуг и туризма — 46,8 %;
- производство и строительство — 45,5 %;
- сельское хозяйство и скотоводство — 6,7 %;
- безработные — 1 %.

## Инфраструктура
По статистическим данным 2010 года, инфраструктура развита следующим образом:
- протяжённость дорог: 165 км;
- электрификация: 98,7 %;
- водоснабжение: 96,9 %;
- водоотведение: 74,9 %.

## Достопримечательности
В муниципалитете можно посетить:
- бывший монастырь Святого Франсиска Ассизского, построенный в XVIII веке;
- часовни, построенные в XX веке;
- бывшие асьенды Яшкопойль, Штепен и Хунцити;
- археологические памятники цивилизации майя вблизи Умана, Болона, Хоцуса и Кисиля.

## Фотографии
- Бывший монастырь Святого Франциска Ассизского
- Бывшая асьенда Тисимуль
- Центр Болона
- Пошила
- Цибикак
- Ошхолон